# Neuville (Puy-de-Dôme)
Neuville település Franciaországban, Puy-de-Dôme megyében. Lakosainak száma 375 fő (2022. január 1.). Neuville Bongheat, Bort-l’Étang, Glaine-Montaigut, Sermentizon és Trézioux községekkel határos.

## Népesség
A település népességének változása:
| Lakosok száma | 358  | 376  | 387  | 382  | 381  | 379  | 378  | 376  | 375  |
|               | 2013 | 2015 | 2016 | 2017 | 2018 | 2019 | 2020 | 2021 | 2022 |